# Фигероа, Мария
Мари́я Фигеро́а (исп. María Figueroa, род. 27 апреля 2000) — юная испанская певица.

## Биография
Прославилась в возрасте 5 лет, когда выступала на детской телепрограмме Menuda Noche (на канале Canal Sur с ведущим Хуаном и Медио). Лучше всего Марию Фигероа знают по её песне «Me llamo María (Yo tengo mi pompón)» («Меня зовут Мария (у меня есть помпон)»), которая была издана как её первый сингл. Поэтому Марию иногда называют просто la niña del pompón (девочка с помпоном).

## Дискография

### Альбомы
| Год  | Название    | Чарты |
| Год  | Название    | SPA   |
| ---- | ----------- | ----- |
| 2005 | Menuda es   | 63    |
| 2006 | Pomponmanía | —     |

## Видеоклипы
| Год  | Название                              |
| ---- | ------------------------------------- |
| 2005 | «Me llamo María (Yo tengo mi pompón)» |
| 2006 | «Guasa»                               |